# Ekenäs
För andra betydelser, se Ekenäs (olika betydelser).
Ekenäs (finska: Tammisaari) är en tätort, stadsdel och centralort i Raseborgs stad i Finland. Ekenäs är belägen vid det smala inloppet till Pojoviken.
Ekenäs var centralort för kommunen med samma namn, tills den slogs samman med Karis och Pojo kommun till en ny kommun med namnet Raseborg vid årsskiftet 2008/2009. Ekenäs stads folkmängd uppgick till 14 754 invånare vid årsskiftet 2008/2009, och kommunen hade en total areal på 1 873 km², varav 727 km² var land.
Folkmängden i tätorten Ekenäs uppgick den 31 december 2012 till 8 756 invånare, landytan utgjordes av 11,96  km² och folktätheten uppgick till 732,1 personer/km².
Ekenäs är en tvåspråkig ort med svenska som majoritetsspråk (omkring 82,3 procent) och finska som minoritetsspråk (omkring 15,9 procent).

## Historia

Ekenäs landskommuns historiska vapen.

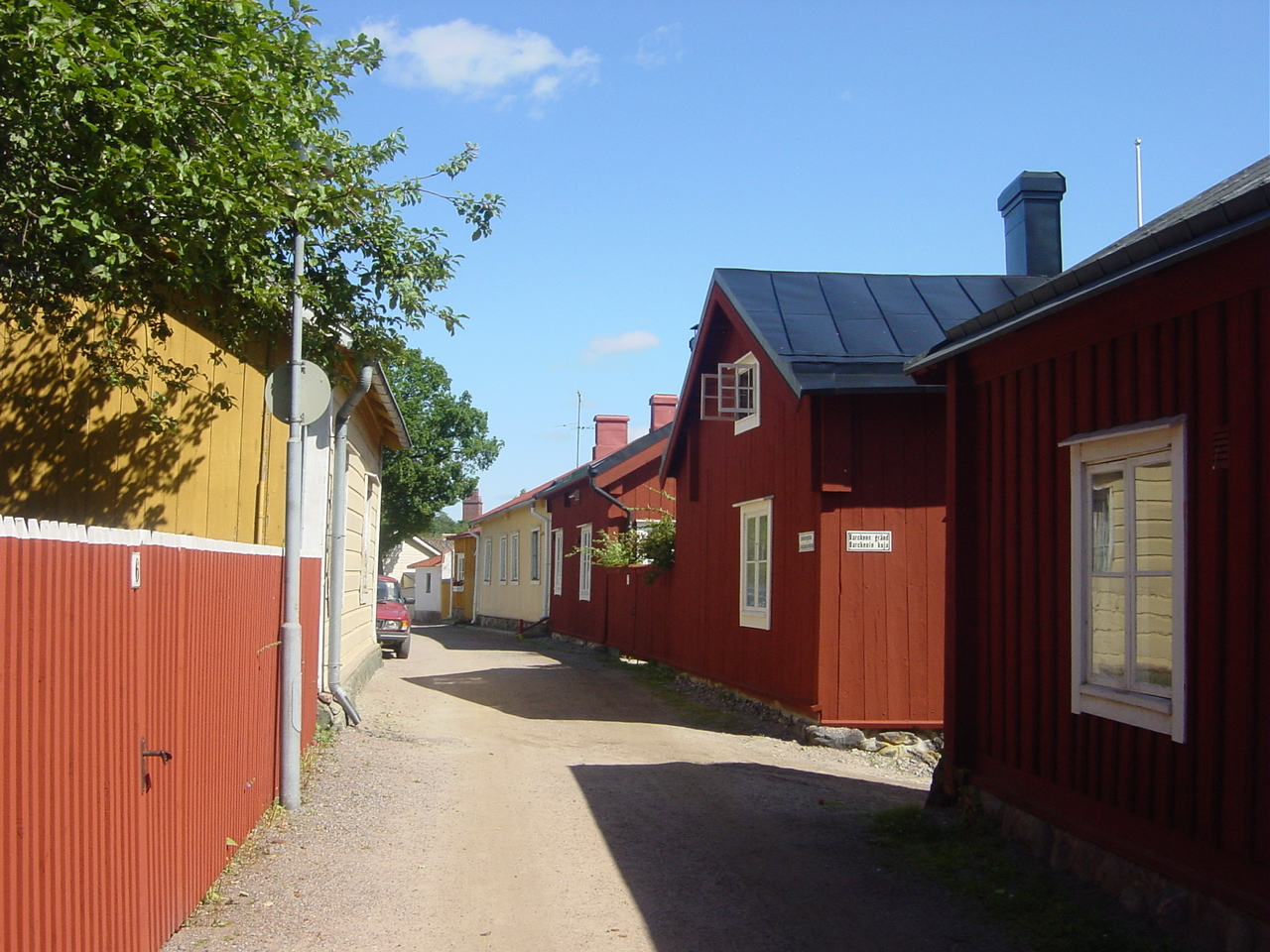
Gata i Gamla stan i Ekenäs.

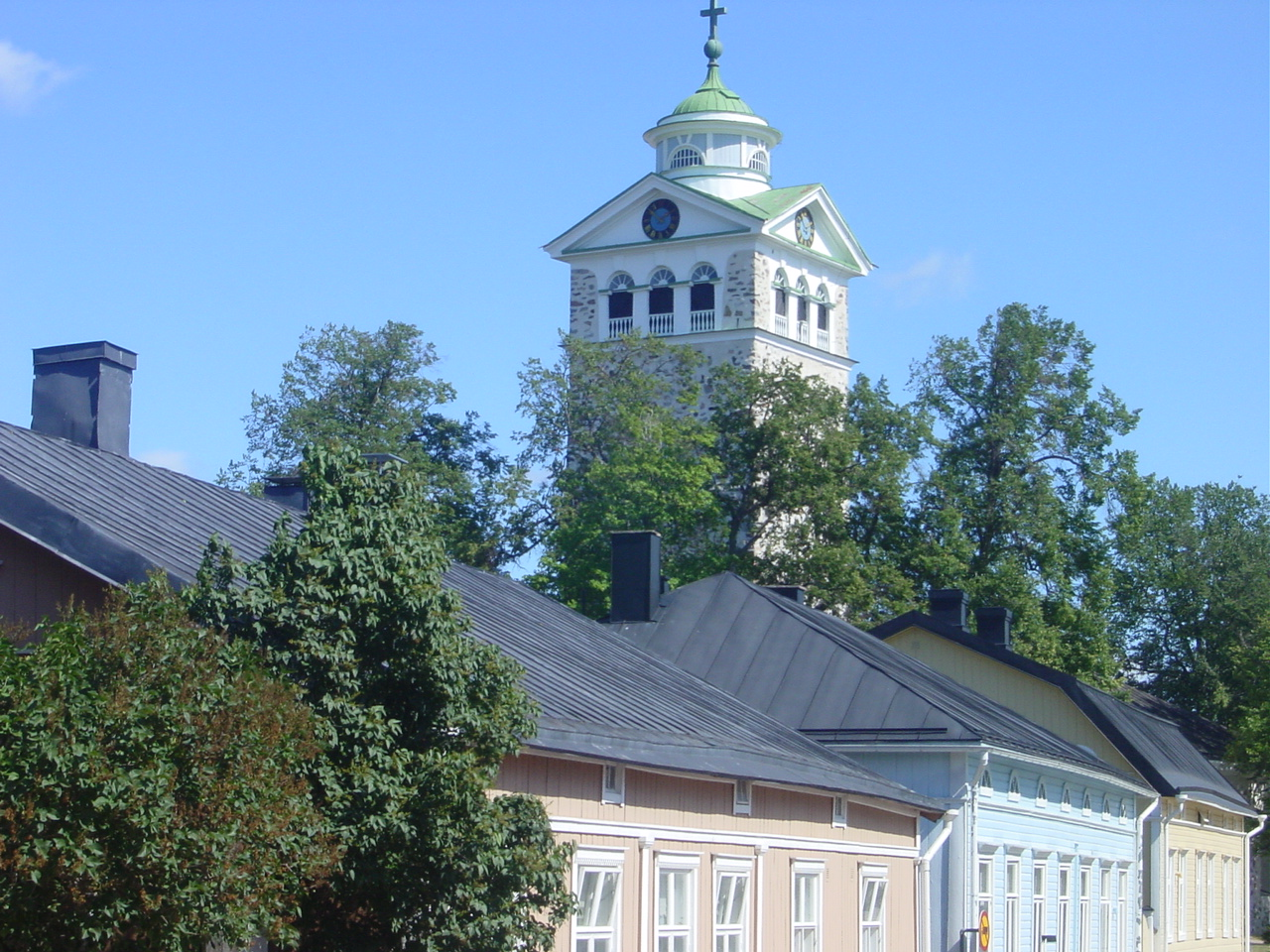
Ekenäs kyrka.

Hästö-Busö (äldre namn: Karienkaskæ) i Ekenäs nämns som hamn mellan Tvärminne och Jussarö i det Danska itinerariet, från mitten av 1200-talet. Ruttens moderna benämning är Kung Valdemars segelled. Raseborgs slott i Snappertuna uppfördes troligen under 1300-talet. Raseborg hade främst handelspolitisk betydelse, förmodligen i att försvara svenska intressen gentemot hansastaden Reval. 
Sedan Ekenäs år 1528 blivit förvaltningscentrum i Raseborgs län, förlorade Raseborg sin betydelse. År 1546 förlänade kung Gustav Vasa Ekenäs stadsrättigheter. År 1550 påbjöd han dock att borgerskapet i Ekenäs skulle flytta till hans nya projekt, Helsingfors.
En läroinrättning anlades i staden 1603. Ekenäs kyrka byggdes på 1600-talet. Under åren 1709–10 dukade hälften av stadens befolkning under i pest. Rysk ockupation 1713 resulterade i att all kyrklig och civil förvaltning upphörde. Staden var troligen utrymd under flera perioder. Vid freden 1721 återvände flyktingarna från bland annat nuvarande Sverige. Staden återfick sina stadsprivilegier 1723 och beviljades skattebefrielse till 1731. Handeln med Reval (Tallinn) låg nere. Missväxt och nöd rådde under flera år.
Staden ålades alltmer betungande inkvartering av krigsfolk fram till kapitulationen 1742, då ryska soldater kom i de svenskas ställe. Flera ämbetsmän och borgare gick i flykt inför rysk överhöghet. Sjöfart till Sverige och Tyskland förbjöds. Stadens borgare avlade trohetsed till kejsarinnan Elisabet. Freden 1743 mellan Sverige och Ryssland innebar att sjöfarten till Stockholm kunde återupptas och flyktingarna återvända.
Staden ålades ännu en gång betungande inkvartering av krigsfolk fram till kapitulationen 1808, då ryska soldater åter kom i svenskarnas ställe, och i många fall kom med sina familjer. En eldsvåda 1821 förstörde kyrkans tak och interiör och kvarteren kring den. Ekenäs fick rätt att bedriva utrikeshandel, det vill säga stapelfrihet 1830. Krimkriget drabbade Ekenäs i maj 1854, då två brittiska krigsfartyg genombröt ett intensivt artilleriförsvar och kapade ett saltlastat fartyg, som togs till London, där det såldes.
Ekenäs fick järnvägs- och broförbindelse över Pojoviken 1873–1874. Truppinkvarteringen upphörde 1882.
Stadsfullmäktiges ordförande utvisades ur landet och borgmästaren avsattes 1903 efter att de uttryckt missnöje med generalguvernören Bobrikovs förryskningspolitik. Borgmästaren återinsattes efter tre års passiv motståndskamp från stadsfullmäktiges sida och från samhället i övrigt.
Militärgarnisonen Dragsvik anlades 1912. Efter revolutionsutbrottet och Finlands självständighetsförklaring bortforslades de ryska trupperna från förbandet i januari 1918. Mellan februari och april rådde rött styre i staden, under vilket borgmästaren dödades. Den tyska landstigningen i södra Finland, som hälsades med glädje av många Ekenäsbor, innebar att den vita sidan tog över i staden. Därefter tjänade Dragsvik som fångläger för medlemmar av de röda gardena. Som mest fanns där närmare 9 000 fångar. Nästan 3 000 dog under de närmaste månaderna. Fram till 1940 var Dragsvik en tvångsarbetsinrättning för politiska fångar, då den åter blev militärgarnison.

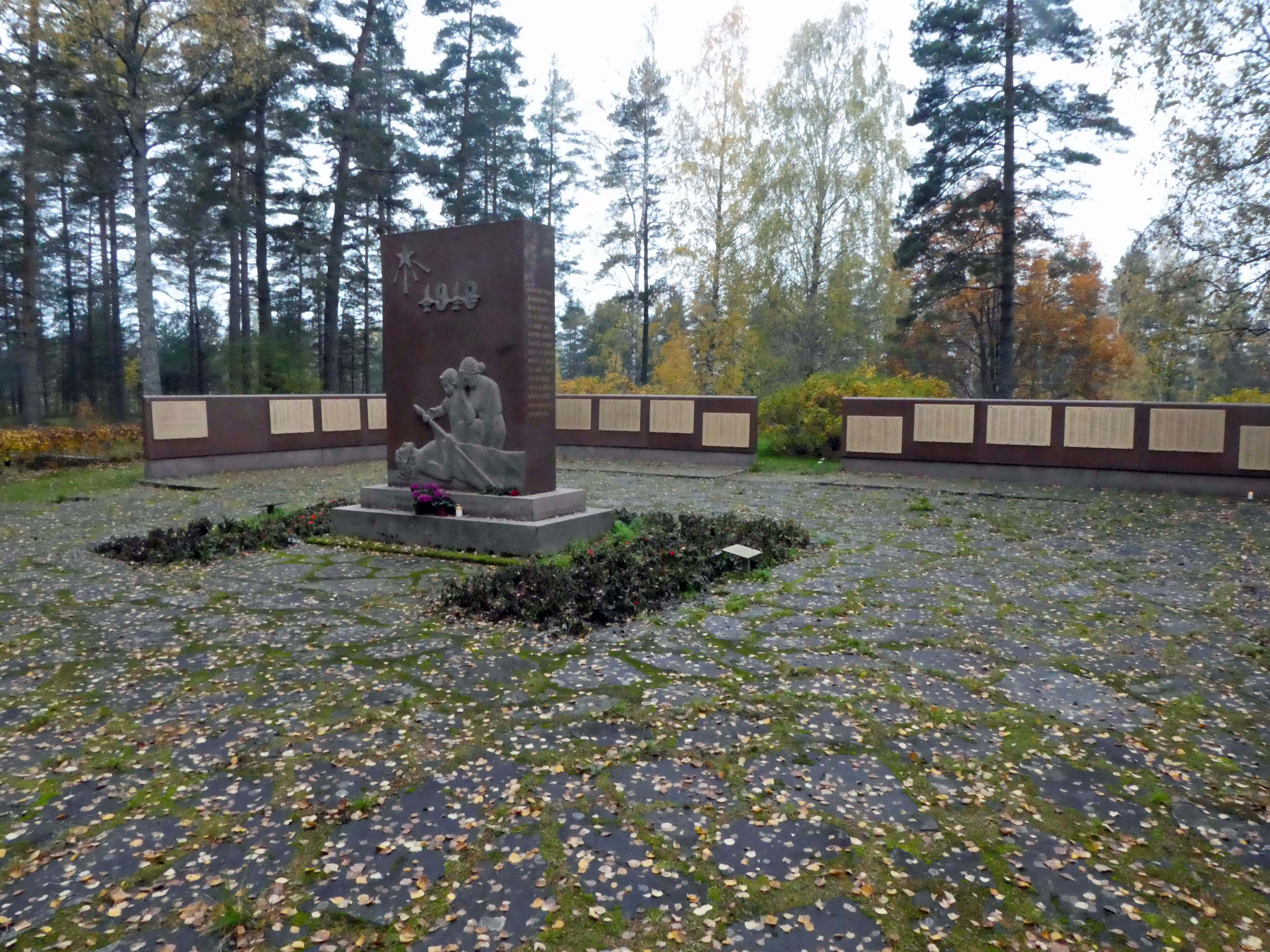
Minnesvård över de cirka 3 000 som dog i fånglägret i Ekenäs, Finland, sommaren 1918.

Staden bombades av sovjetiskt flyg 1939–40. I mars 1940 fick Ekenäs ordna mottagning för ett stort antal evakuerade från den av Sovjetunionen besatta grannstaden Hangö. I juni 1941 utsattes staden för artilleribeskjutning från Hangö och luftangrepp. I ett halvår var staden totalevakuerad.
Den 1 januari 1977 slogs Ekenäs stad samman med Ekenäs landskommun och delar av Snappertuna kommun. 1 januari 1993 genomfördes ytterligare en kommunsammanslagning, då Ekenäs stad sammanlades med Tenala kommun. Vid ett fullmäktigemöte den 18 juni 2007 beslöts att Ekenäs stad, Pojo kommun och Karis stad från och med 1 januari 2009 skulle gå samman och bilda Raseborgs stad. Beslutet fattades samtidigt i alla de inblandade kommunerna, varefter en anhållan om kommunsammanslagningen lämnades in till finansministeriets kommunavdelning. Ärendet behandlades och bifölls i sinom tid av statsrådet.

## Ortnamn i före detta Ekenäs stad
Byar i före detta Ekenäs stad som låg i Snappertuna: Alhov, Baggård, Barsgård, Berg, Björnböle, Bredäng, Broby, Båsa, Båssaböle, Dalkarö, Gammelboda, Gebbelby, Glamsbacka, Gästersjö, Harparbacka, Hurskursnäs, Huskvarn, Höstnäs, Jomalvik, Kallbacka, Kjulböle, Köpböle, Lagmans, Lillbarsgård, Magnäs, Nyboda, Persö, Repubacka, Rullarsböle, Slipars, Strömsö, Total, Trångsund, Västra Rösund, Växär, Åsenby.
Byar i före detta Ekenäs stad som i  Bromarv: Grundsund, Håkansarv, Kalvdal, Kansjärv, Kivitok, Korsuddarna (bydel), Knopkägra, Kägra, Könick, Norrstrand, Orvlax, Padva, Rekuby, Revbacka, Söderstrand, Vättlax, Östanberg.
Övriga byar i före detta Ekenäs stad: Alglo, Backa, Barkala, Basaböle, Björknäs, Bodal, Brutuböle, Bålabacka, Danskag, Degergård, Dotterböle, Eriksby, Espingskär, Fastarby, Finby gränd, Frankböle, Gennarby, Germundby, Getskär, Gretarby, Grevö, Grind, Hangist, Harparskog, Hällsby (del av Olsböle), Härjentaka, Högböle, Hölklöt, Jordansby (med Romby), Kallby, Kesuböle, Kopparö, Krokby, Kurö, Kvigos, Kälkala, Kärrby, Langansböle, Leksvall, Lindsby, Lindö, Lunkböle, Mail, Mälsarby, Nitlax, Odensö, Olsböle, Ovanmalm, Pargas, Prästkulla, Rådsby, Rörsby, Siggby, Skallböle, Skarsböle, Skogby, Skåldö (på ön Skärlandet), Sköldargård, Smedsede, Spjutsböle, Svedjekulla, Tovö, Trollböle, Trollshovda, Tronsböle, Undermalm, Vimonböle, Västerby, Ängholmen, Österby.  
I Snappertuna fanns halvön Stakanäs. I Bromarv fanns öarna Horsön, Porsö, Prästön och Tagelsår samt udden Skataudden. Några andra öar i Ekenäs är Danskog, Hästö Busö, Julö, Järnö, Koö, Matgruvan (med seglarhamn), Modermagan, Segelskär (med båk), Skarvkyrkan, Skedö, Skärlandet (med halvön Baggö och byn Skåldö), Torsö och Öbylandet. Några uddar heter Bojnäs och Stallören.
Det finns sjöar som heter Frankböleträsket, Harparträsket och Ovanmalmträsket.
Fjärdar i f.d. Ekenäs stad som låg i Snappertuna: Gästansfjärden, Sandöfjärden, Kallbodafjärden. Fjärdar och sund i f.d. Ekenäs stad som låg i Bromarv: Djurgårdsfjärden, Gloppet och Bromarvsfjärden som sträcker sig mellan Bromarv och Finby tätort i Salo. 
Till övriga fjärdar i Ekenäs hör Baggöfjärden, Båssafjärden. Gennarbyviken, Kvarnbotten och Lindöviken, Storfjärd är vikar. Knopströmmen, Krokbyströmmen och Kråkströmmen.
Sund i Ekenäs är Odensö sund, Stagsundet och Vitsandsströmmen. Här finns en kanal, Jomalvik kanal. 
Stadsdelsnamn inom nuvarande Ekenäs tätort: Björknäs, Brötet,  Formanshagen,  Knipnäs, Ormnäs, Seminarieängarna, Slottsbacken och Åsen.
Kvarnbacken är en park.

## Näringsliv
Ekenäs tätorts näringsliv domineras av små- och medelstor industri. Bland företagen kan nämnas IDO/Geberit som tillverkar badrumsporslin.

## Utbildning
Inom den grundläggande utbildningen i Ekenäs centrum finns två svenskspråkiga skolor och en finskspråkig. De svenskspråkiga skolorna är: Seminarieskolan (åk 1–6) och Ekenäs högstadieskola (åk 7–9). Den finskspråkiga grundskolan är: Hakarinteen koulu (åk 1–9). På orten finns även en svenskspråkig privat grundskola som idkar Steiner-pedagogik, Mikaelskolan. 
Mindre skolor nära Ekenäs centrum är Västerby skola (åk 1–6), Österby skola (åk 1–6) och Snappertuna skola (åk 1–6).  
Det finns även en specialskola (Ekparkens skola) i Ekenäs som ordnar grundläggande utbildning för elever på Raseborgs ungdomspsykiatriska dagenhet.  
Inom gymnasieutbildningen finns ett svenskspråkigt gymnasium, Ekenäs gymnasium. Närmaste finskspråkiga gymnasium finns i grannorten Karis.  
Det svenskspråkiga yrkesinstitutet Axxell har verksamhet i bland annat Ekenäs, där det utbildas artesaner, närvårdare och datanomer. Den svenskspråkiga yrkeshögskolan Novia har ett campus med utbildningar i lantbruk, skogsbruk, teknik och miljöplanering, samt ett internationellt miljöprogram. De flesta skolorna i Ekenäs ligger mycket nära varandra i centrum.

## Lokal tidning
Dagstidningen Västra Nyland, grundad 1881, ges ut i Ekenäs. Den är lokaltidning för regionen Västnyland. Upplagan ligger på omkring 11 000 exemplar.

## Kommunikationer

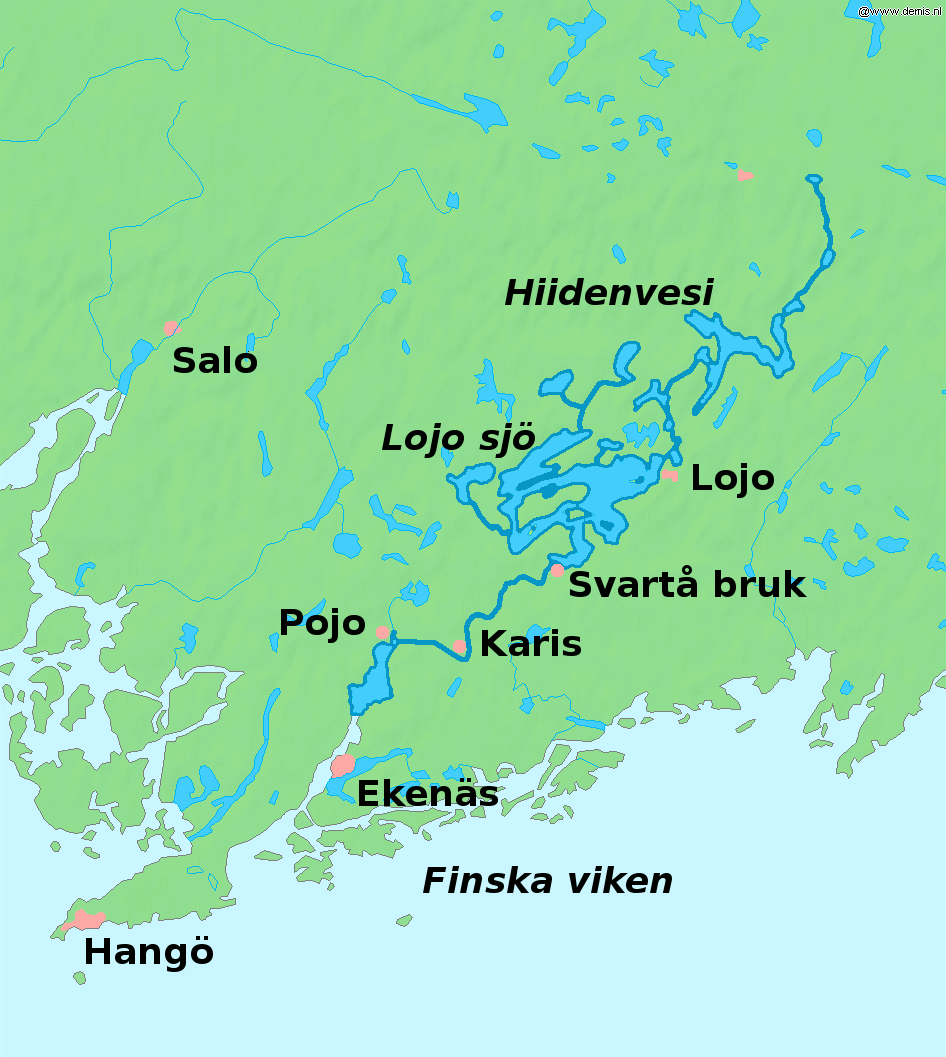
Karta över Lojo sjö och Svartån.

### Vägar
Riksväg 25 passerar genom Ekenäs och löper mot Hangö i väster och mot Hyvinge och Helsingfors (via Stamväg 51) i öster. Stamväg 52 utgår från Ekenäs och löper norrut mot Salo och Somero.

### Järnvägar
Ekenäs har sedan år 1872 haft järnvägsförbindelse med övriga Finland längs den så kallade Hangöbanan. Ännu i dag finns både godstrafiken och persontrafiken kvar. Persontrafiken upprätthålls mellan Hangö och Karis. De gamla dieseldrivna loken som drog personvagnarna ersattes på våren år 2006 med moderna rälsbussar. Karis är en järnvägsknut med järnvägsförbindelse till både Åbo och Helsingfors. Järnvägshållplatserna Dragsvik och Skogby låg inom före detta Ekenäs stads gränser.

### Hamnar
Verksamheten vid handelshamnen i Ekenäs var relativt livlig fram till 1870-talet, då hamnen i Hangö togs i bruk. Därefter sjönk successivt hamnens betydelse för Ekenäs med omnejd. Av handelshamnen i Ekenäs är bara en liten del fortfarande i bruk. Under sommarsäsongen bedriver ett rederi kryssningstrafik inom Ekenäs skärgård. 
Småbåtshamnar finns utspridda på flera olika ställen. Gästande båtfarare har möjlighet att lägga till vid Ekenäs gästhamn med 120 gästbåtsplatser. Gästhamnen uppfyller alla kriterier för småbåtshamnar.

## Sport
Den största idrottsföreningen i Ekenäs är Ekenäs IF (EIF), föreningen grundades 1905 och är en av västnylands äldsta idrottsföreningar. Ekenäs IF har även en supporterklubb med namnet "Eklöven" som ofta kan ses på Ekenäs IF fotbollsmatcher. EIF:s herrlag i fotboll spelar år 2015 i den näst högsta fotbollsserien för herrar i Finland, Ettan. För övrigt bedrivs det på orten bland annat sporter som bowling, orientering, paddling, löpning, skidåkning och skytte. 

## Politik

### Mandatfördelning i Ekenäs stad, valen 1976–2004
| 2 | 13 | 19 |  |

|  | 13 | 20 |  |

|  | 12 | 2 | 19 |  |

| 11 |  | 2 | 20 |  |

| 13 | 2 | 20 |

| 9 |  | 5 | 20 |

| 8 |  | 8 | 18 |

| 10 | 2 | 3 | 20 |

| 22 | 13 |

## Sevärdheter

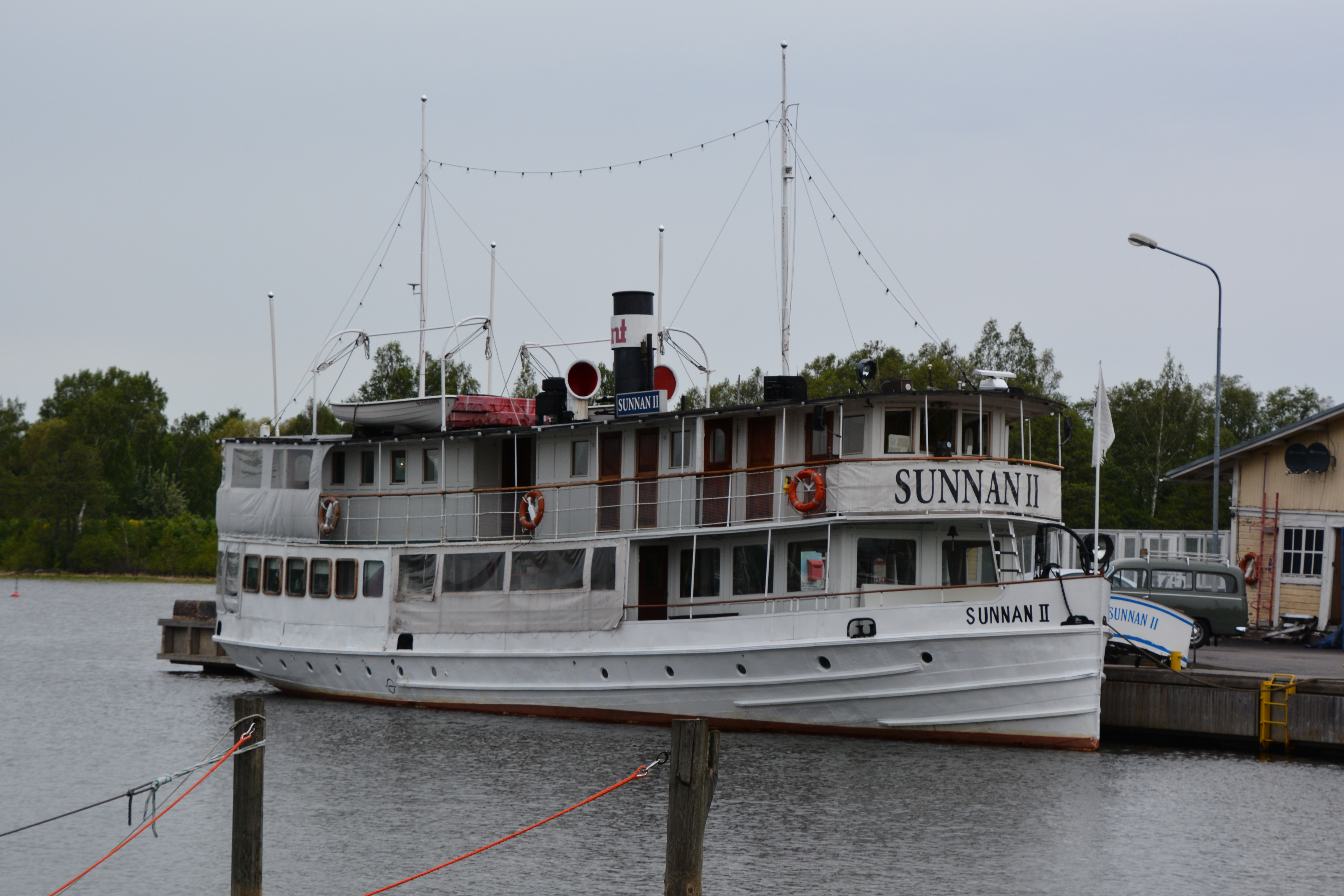
Sunnan II i Norra Hamnen i Ekenäs.

- Raseborgs slott, en borgruin strax utanför Ekenäs tätort
- Restaurang Knipan, en restaurang byggd på pålar i vattnet
- Kungsgatan, Finlands första gågata
- Naturparken Ramsholmen
- Gamla stan (Barckens udde)
- Minnesmärke över mannerheimriddarna Hans Wind och Tor Lindblad
- Minnesvården över de cirka 3 000 som dog i fånglägret på Dragsvik sommaren 1918
- Bio Forum, Finlands äldsta biograf i bruk, grundad 1912[13].
- Ekenäs museicentrum, EKTA, ett kulturhistoriskt och stadsmuseum[14].

## Kulturpersonligheter med anknytning till Ekenäs
- Sigfrid Aron Forsius, astronom
- Uno Cygnaeus, pedagog
- Jonatan Reuter, skald
- Helene Schjerfbeck, konstnär
- Gustaf John Ramstedt, språkforskare
- Hugo Ekhammar, författare
- Sebastian Lybeck, barnboksförfattare
- Allan Schulman, journalist
- Ole Torvalds, poet
- Jarl Sjöblom, romanförfattare
- Mona Leo, dockteaterartist
- Henrik Cederlöf, författare
- Signe Yletyinen, konstnär
- Monika Fagerholm, författare
- Göran Schildt, författare och seglare
- Sven Willner, författare, essäist
- Bore Forsbäck, konstnär